# Estadio Internacional Jalifa
El estadio Internacional Jalifa (en inglés: Khalifa International Stadium, en árabe: ستاد خليفة الدولي), también escrito estadio Internacional Khalifa, es un estadio multiusos ubicado en la ciudad de Rayán, Catar. Es la sede oficial de la selección de fútbol de Catar.
Ha sido sede principal de los Juegos Asiáticos de 2006, lo cual permitió que su aforo inicial de 20 000 espectadores se incrementara a 50 000; en 2011 fue la sede de la final de la Copa Asiática 2011 de fútbol disputada entre Japón y Australia; y en 2019 del Campeonato Mundial de Atletismo de 2019. En 2022 fue uno de los estadios de la Copa Mundial de Fútbol de 2022, en donde se disputaron varios encuentros de la fase de grupos, octavos de final, cuartos de final y una semifinal. Es el único estadio de este torneo que no tuvo que ser construido desde cero o que su estructura original haya sido demolida, aunque si sufrió remodelaciones esenciales para acomodarse a las necesidades del evento.
Asimismo, 14 de noviembre de 2009 albergó el partido amistoso entre las selecciones de fútbol de Brasil e Inglaterra, el 17 de noviembre de 2010 entre Argentina y Brasil, y el 6 de febrero de 2013 entre Uruguay y España.

## Eventos

### Copa Asiática 2011
El estadio albergó seis partidos de la Copa Asiática 2011, incluida la final del torneo.
| Fecha               | Selección  | Resultado | Selección  | Fase             |
| ------------------- | ---------- | --------- | ---------- | ---------------- |
| 7 de enero de 2011  | Catar      | 0–2       | Uzbekistán | Grupo A          |
| 12 de enero de 2011 | China      | 0–2       | Catar      | Grupo A          |
| 16 de enero de 2011 | Catar      | 3–0       | Kuwait     | Grupo A          |
| 21 de enero de 2011 | Uzbekistán | 2–1       | Jordania   | Cuartos de final |
| 25 de enero de 2011 | Uzbekistán | 0–6       | Australia  | Semifinal        |
| 29 de enero de 2011 | Australia  | 0–1       | Japón      | Final            |

### Copa Mundial de Fútbol de 2022
El estadio albergó ocho partidos de la Copa Mundial de Fútbol de 2022.
| Fecha                   | Selección    | Resultado | Selección      | Fase             |
| ----------------------- | ------------ | --------- | -------------- | ---------------- |
| 21 de noviembre de 2022 | Inglaterra   | 6–2       | Irán           | Grupo B          |
| 23 de noviembre de 2022 | Alemania     | 1–2       | Japón          | Grupo E          |
| 25 de noviembre de 2022 | Países Bajos | 1–1       | Ecuador        | Grupo A          |
| 27 de noviembre de 2022 | Croacia      | 4–1       | Canadá         | Grupo F          |
| 29 de noviembre de 2022 | Ecuador      | 1–2       | Senegal        | Grupo A          |
| 1 de diciembre de 2022  | Japón        | 2–1       | España         | Grupo E          |
| 3 de diciembre de 2022  | Países Bajos | 3–1       | Estados Unidos | Octavos de final |
| 17 de diciembre de 2022 | Croacia      | 2–1       | Marruecos      | Tercer lugar     |

### Copa Asiática 2024
El estadio albergó seis partidos de la Copa Asiática 2024.
| Fecha               | Equipo 1          | Resultado | Equipo 2  | Ronda                 | Asistencia |
| ------------------- | ----------------- | --------- | --------- | --------------------- | ---------- |
| 14 de enero de 2024 | Emiratos Árabes . | 3–1       | Hong Kong | Primera fase, Grupo C | 15,586     |
| 16 de enero de 2024 | Arabia Saudita    | 2–1       | Omán      | Primera fase, Grupo F | 41,987     |
| 19 de enero de 2024 | Hong Kong         | 0–1       | Irán      | Primera fase, Grupo C | 36,412     |
| 22 de enero de 2024 | Catar             | 1–0       | China     | Primera fase, Grupo A | 42,104     |
| 25 de enero de 2024 | Jordania          | 0–1       | Baréin    | Primera fase, Grupo E | 39,650     |
| 29 de enero de 2024 | Irak              | 2–3       | Jordania  | Octavos de final      | 35,814     |

## Galería

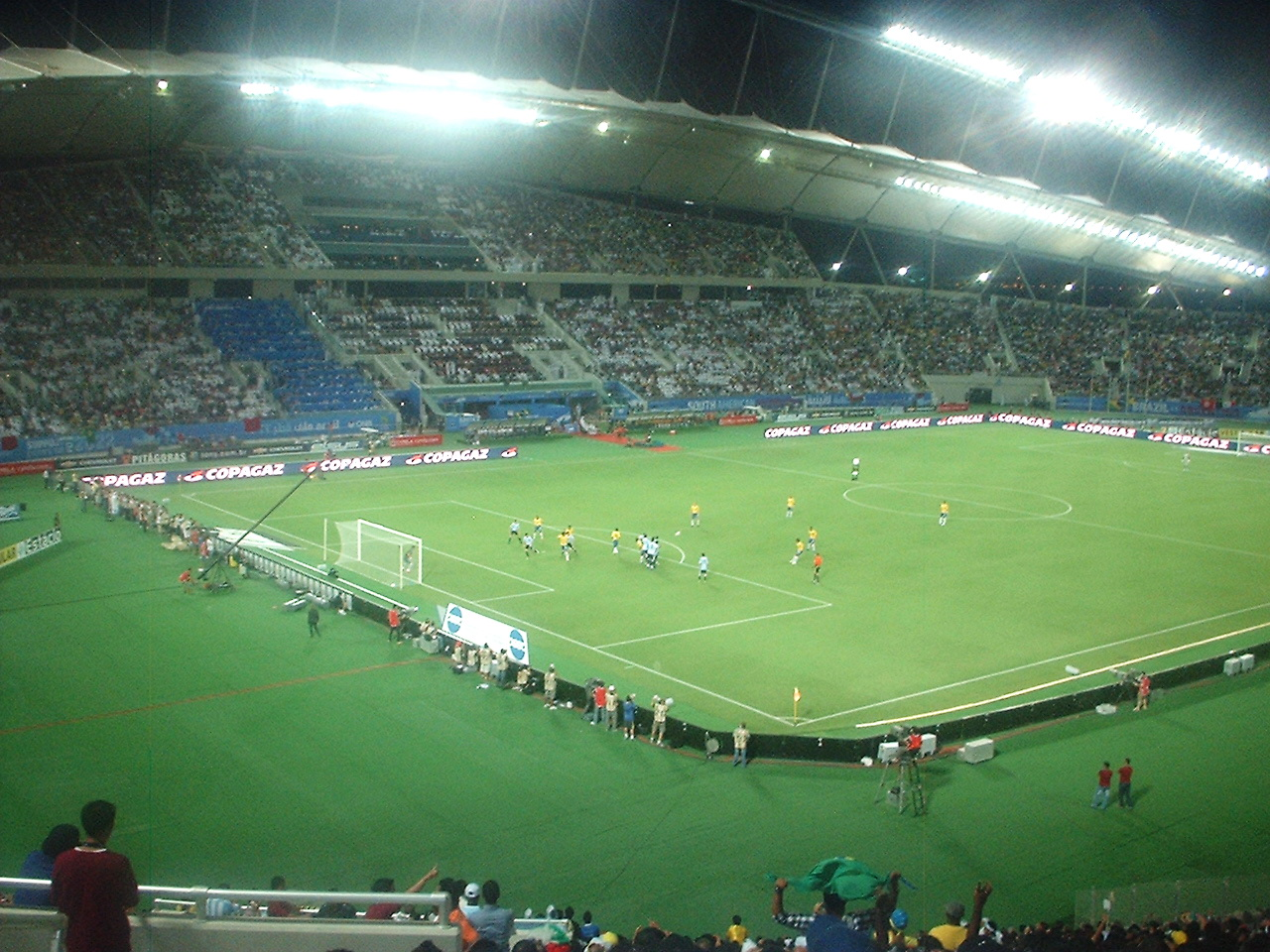
El estadio en 2010 durante un amistoso entre Argentina y Brasil.
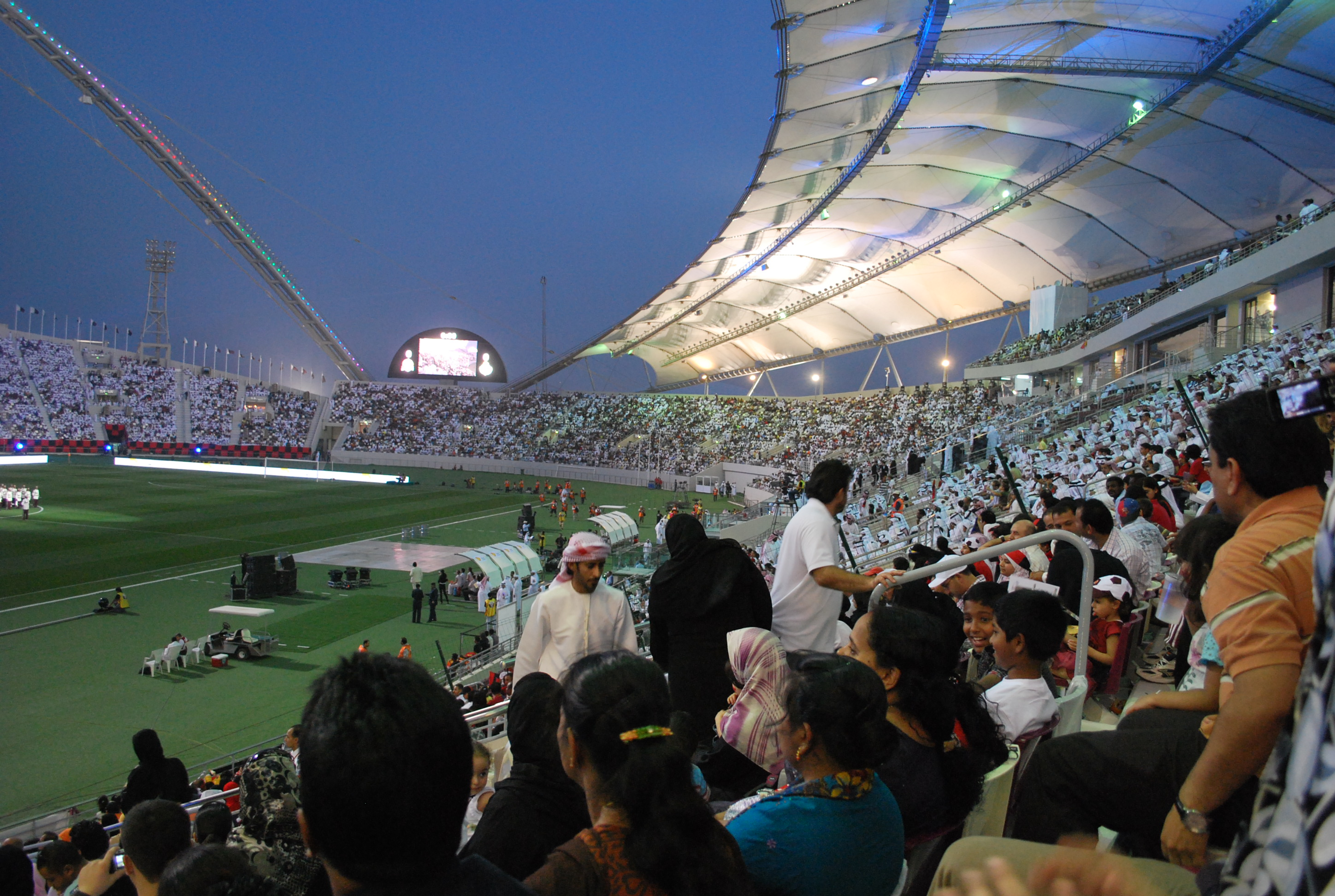
El estadio en 2009.
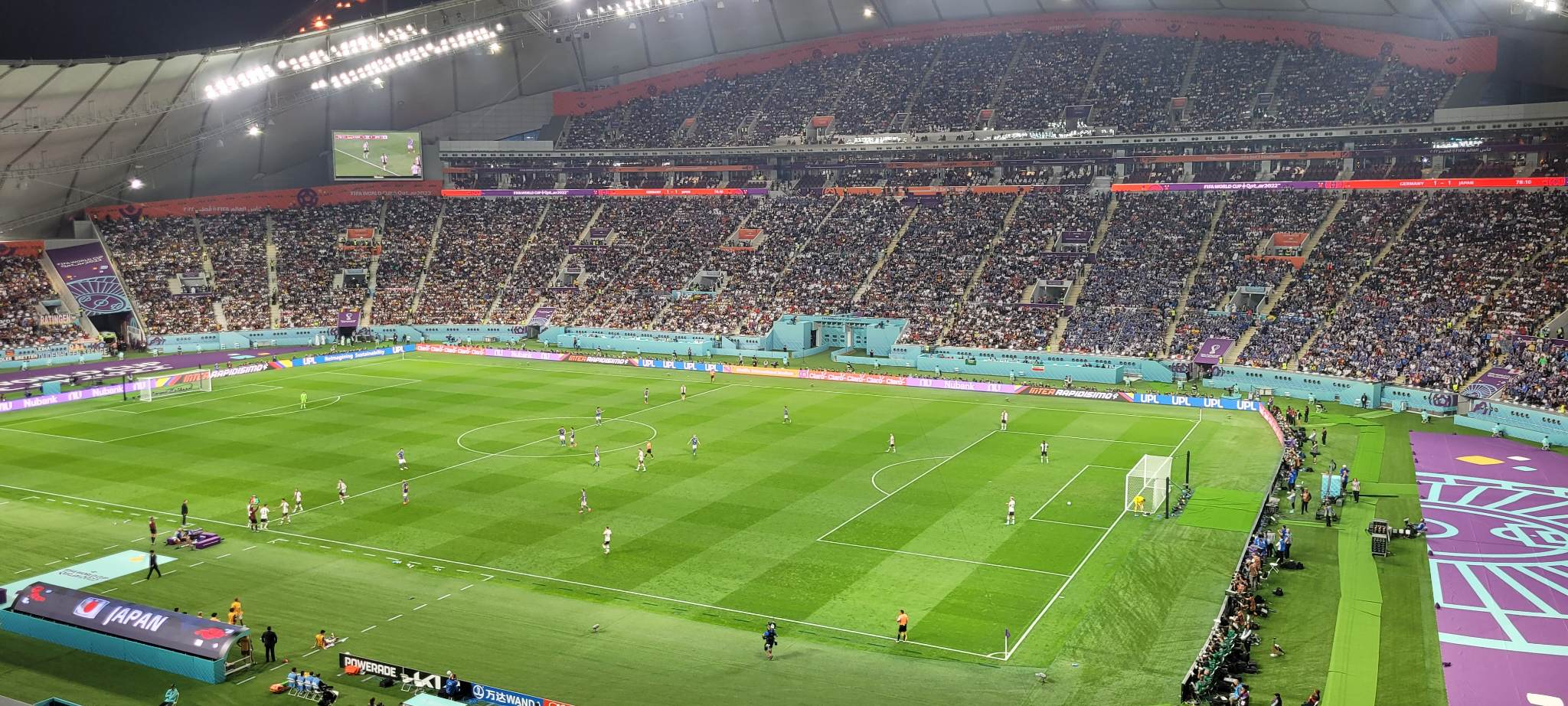

- Los alemanes celebran el gol de penal de İlkay Gündoğan en el partido contra Japón.
- Celebraciones de los japoneses tras la victoria ante Alemania.